# Trioxys longicaudi
Trioxys longicaudi är en stekelart som beskrevs av Jaroslav Stary 1978. Trioxys longicaudi ingår i släktet Trioxys och familjen bracksteklar. Inga underarter finns listade i Catalogue of Life.